# Terex Deutschland
Terex Deutschland GmbH ist ein Tochterunternehmen der Terex Germany GmbH & Co. KG mit Sitz in Bad Schönborn, die wiederum zum US-amerikanischen Terex-Konzern gehört. Das Unternehmen geht auf die 1888 gegründete Johannes Fuchs KG zurück und fertigt mit seinen rund 350 Mitarbeitern (Stand 2020) in Bad Schönborn Umschlagmaschinen unter dem Markennamen FUCHS in verschiedenen Größen- und Leistungsklassen.

## Geschichte

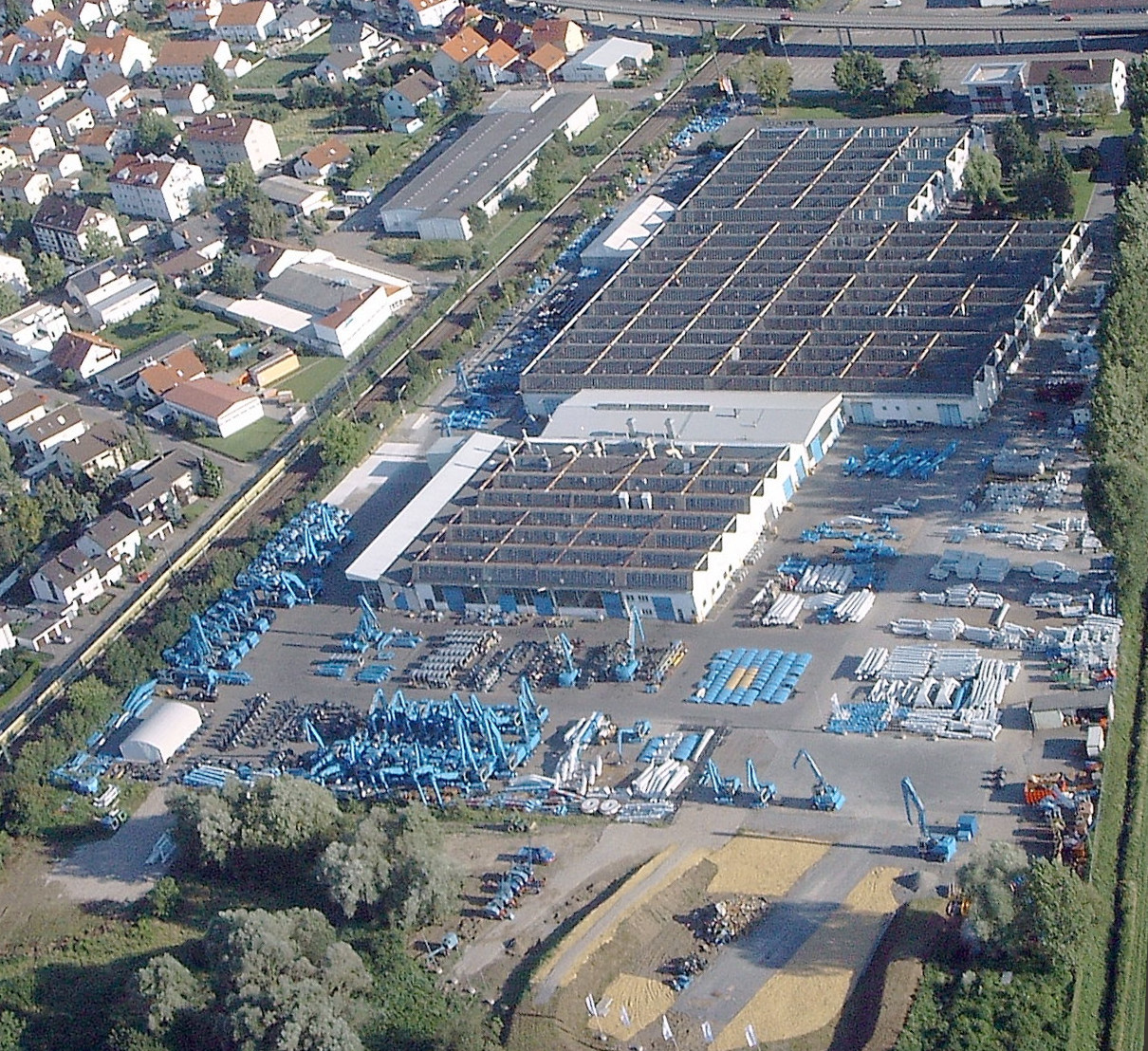
Werksgelände in Bad Schönborn

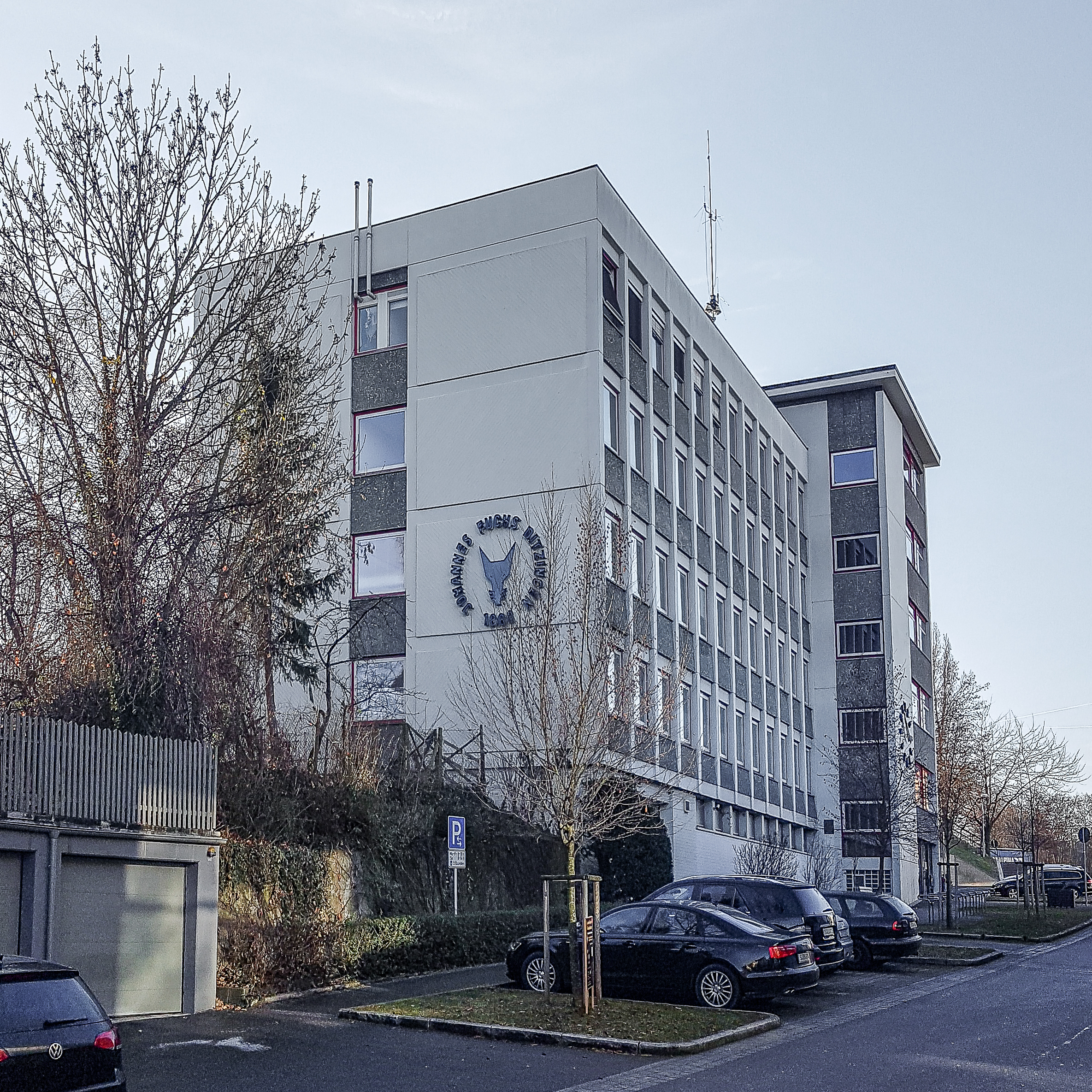
Ehemaliges Verwaltungsgebäude der Johannes Fuchs KG in Ditzingen

Schmiedemeister Johannes Fuchs gründete 1888 in Hemmingen einen Betrieb zur Fertigung landwirtschaftlicher Geräte. Sechs Jahre später wurde die Produktion nach Ditzingen verlagert. 1904 startete dort die Fertigung von Landmaschinen und Stalleinrichtungen. 1920 übernahmen die Söhne Otto und Karl den Betrieb.
Nach dem Zweiten Weltkrieg konzentrierte sich das Unternehmen auf die Produktion von Baggern. Das erste Modell, der D1 (D steht dabei für Dunglader), wurde auf der Ausstellung der Landwirtschaftsgesellschaft in Frankfurt am Main 1950 vorgestellt. Die Modelle D2 und D3 folgten zwei Jahre später. Bei dem D3 handelte es sich bereits um einen selbstfahrenden und luftbereiften Bagger, der neben einem Greifer auch mit Tief- und Hochlöffel ausgerüstet werden konnte. Von 1952 bis 1955 wurden davon 701 Stück hergestellt. Einen weiteren Entwicklungsschritt stellte das zwischen 1955 und 1960 gebaute Modell F 300 dar. 1957 wurde das Werk II in Bad Schönborn (damals noch Mingolsheim/Baden) eröffnet. Im gleichen Jahr brachte das Unternehmen die Seilbagger-Baureihe des Typs Fuchs F 301 auf den Markt. Dieser Bagger wurde bereits im neuen Werk gefertigt (bis 1978).
Am 1. Januar 1966 trat mit Gerhard Fuchs die dritte Familiengeneration in die Geschäftsleitung ein. Unter seiner Führung wurden 1966 neben den bisherigen Seilbaggern erste Hydraulikbagger mit Unterstützung vom Mitbewerber Karl Schaeff ins Programm aufgenommen. 1976 lief der 20.000ste Fuchs-Bagger, ein Hydraulikbagger 703 R, vom Band.
1980 setzte das Unternehmen noch 94,1 Millionen DM mit 660 Mitarbeitern um. Die Produktion und der Vertrieb von Geräten für die Landwirtschaft wurden 1983 eingestellt und am 1. Januar 1984 endete die Produktion im Werk Ditzingen (Werk I). Lediglich die Hauptverwaltung blieb vorläufig am dortigen Standort erhalten. Ein finanzieller Engpass führte im November 1984 zur Eröffnung des Vergleichsverfahrens beim Amtsgericht Ludwigsburg. 1985 wurde die Johannes Fuchs KG von der Schaeff übernommen und als Fuchs-Bagger GmbH & Co. weitergeführt. Das Verwaltungsgebäude an der Leonberger Straße in Ditzingen (der sogenannte Fuchsbau) ging in das Eigentum der Stadt Ditzingen über und wird seither von den örtlichen Vereinen genutzt.
Der Betrieb spezialisierte sich in den darauffolgenden Jahren auf die Produktion von Umschlagmaschinen und gab 1998 die Bagger-Produktion vollständig auf. 2002 erfolgte die Übernahme von Schaeff durch die deutsche Terex-Tochter. Der Betrieb wurde als Terex/Fuchs GmbH in den Konzern eingegliedert. Terex erhöhte die Jahresproduktion von 350 Maschinen im Jahr 2003 auf 1000 Maschinen in 2007. Seit 2008 firmiert das Unternehmen als Terex Deutschland GmbH. 2016 wechselte der Markenname von der Doppelmarke Terex-Fuchs zurück zu Fuchs, mit dem Zusatz a Terex Brand.
| - Entwicklung des Markenlogos - Zunächst wurde nur der Schriftzug FUCHS verwendet - Fuchs-Schaeff-Logo nach der Übernahme durch Schaeff - Terex-Fuchs-Logo nach der Übernahme durch Terex - Seit 2012 steht Schriftzug FUCHS mit „Fuchskopf“ auf Kundenwunsch wieder allein, Rebranding ab 2016 |

## Produkte

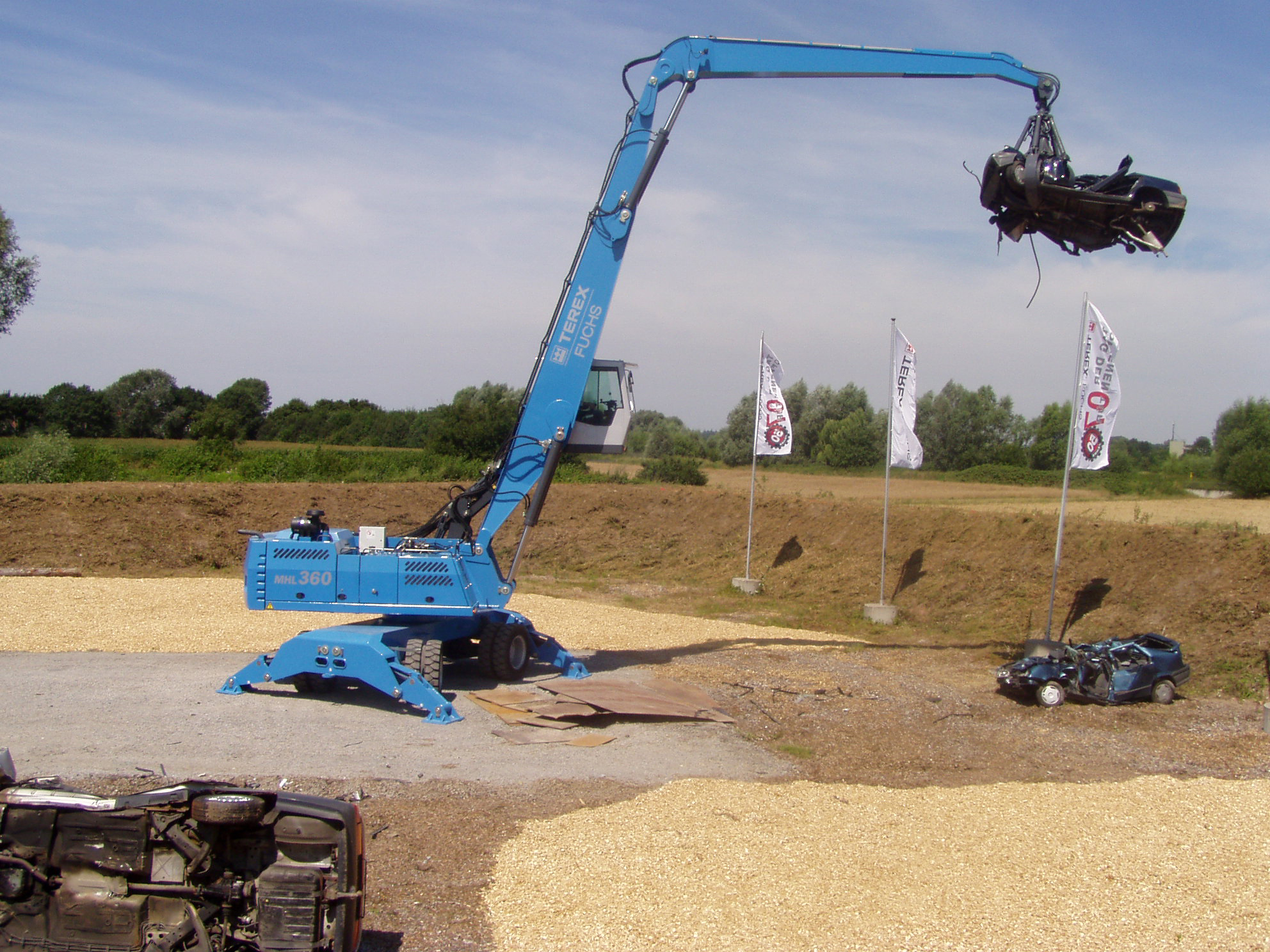
Terex-Fuchs MHL 360 Lademaschine (2007)

Gegenwärtig (August 2022) entwickelt und fertigt das Unternehmen fast ausschließlich Umschlagmaschinen in verschiedenen Größen- und Leistungsklassen. Angeboten werden die Maschinen sowohl mit Verbrennungsmotor als auch mit Elektromotor. Darüber hinaus stellt das Unternehmen Anbaugeräte und Förderbänder her.